# Ptychoptera alina
Ptychoptera alina is een muggensoort uit de familie van de glansmuggen (Ptychopteridae). De wetenschappelijke naam van de soort werd voor het eerst geldig gepubliceerd in 1993 door Krzeminski en Zwick.